# Tirkiz
Tirkiz je neproziran poludragi kamen plave do zelene boje, po sastavu hidratizirani fofsfat bakra i aluminija, kemijske formule CuAl6(PO4)4(OH)8·4 H2O. Za nakit se koristi već nekoliko tisuća godina. Osim u Europi i Aziji koristili su ga i sjevernoamerički i južnoamerički indijanci.

## Metode poboljšanja
Kako je tirkiz često dosta loše kvalitete, otpornost mu se poboljšavala različitim metodama, najčešće tretmanom uljem ili voskom, a danas umjetnim smolama.

## Vanjske poveznice
- Mindat – Turquoise (engl.)
- Webmineral – Turquoise (engl.)